# Dragostea în vremea holerei
Dragoste în timpul holerei (în spaniolă El amor en los tiempos del cólera) este un roman al scriitorului columbian Gabriel García Márquez. Romanul a fost publicat pentru prima dată în limba spaniolă în 1985. Alfred A. Knopf a publicat o traducere în limba engleză în 1988.